# Дом здравља Нови Сад
Дом здравља Нови Сад је здравствена установа у државној својини, а оснивач је Град Нови Сад. Налази се у улици Булевар цара Лазара 75.

## Историјат
Године 1955. су основана три Дома здравља: Дом народног здравља „Стари град”, Дом народног здравља „Нови Сад” и Дом народног здравља „Петроварадин”. Дом народног здравља је поново основан 1958. да би се расформирао 1959, па је све до 1967. године радило девет самосталних здравствених станица, а у околним местима новосадске општине једанаест. У то време је почела интензивна изградња објеката намењених општој здравственој заштити. Здравствене станице у Вршачкој, Руменачкој и Петроварадину су изграђене 1959. године, а нешто касније и у улицама Антона Чехова, Васе Стајића и Југ Богдана. Здравствене станице у Будисави и Степановићеву су изграђене 1960. године, у Футогу 1964, у Каћу, Ковиљу, Сремским Карловцима и Сремској Каменици 1965, у Кисачу и Буковцу 1966, док су здравствене станице у Новим Лединцима, Ветернику и на Клиси изграђене 1967. године. Дом здравља Нови Сад је настао интеграцијом четрдесет и седам ванболничких здравствених организација 1967. године. Осамдесетих година је у свом саставу имао седам организација удруженог рада и једну радну заједницу: ООУР Општа медицина, ООУР Здравствена заштита мајке и детета, ООУР Специјализовани завод за здравствену заштиту радника, ООУР Специјалистичко здравствена заштита, ООУР Стоматолошка здравствена заштита, ООУР Хитна медицинска помоћ, ООУР Лабораторијска дијагностика и Радна заједница за заједничке послове. Данас Дом здравља постоји као јединствена целина коју чине службе и уже организационе јединице: огранци, здравствене станице и амбуланте у оквиру којих су одељења и одсеци.